# ۱،۳-دیوکستان
۱،۳-دیوگزتان (به انگلیسی: 1,3-Dioxetane) یک ترکیب شیمیایی با شناسه پاب‌کم ۱۴۳۷۷۷ است. 